# يوزوكي أكياما
يوزوكي أكياما (باليابانية: 秋山ゆずき؛ بالكانا: あきやま ゆずき) هي تارينتو وممثلة يابانية، ولدت في 14 أبريل 1993 في سايتاما في اليابان.

## وصلات خارجية
- يوزوكي أكياما على موقع IMDb (الإنجليزية)
- يوزوكي أكياما على موقع قاعدة بيانات الفيلم (الإنجليزية)